# Colin Murphy
Colin Murphy (Kent, Inglaterra; 21 de enero de 1944-16 de septiembre de 2023) fue un futbolista y entrenador inglés de fútbol que jugó en la posición de defensa.

## Carrera

### Jugador
| Periodo   | Club                        |
| --------- | --------------------------- |
| 1965      | Gravesend and Northfleet FC |
| 1966      | Folkestone FC               |
| 1957-1974 | Hastings United FC          |

### Entrenador
| Periodo   | Club                |
| --------- | ------------------- |
| 1976–1977 | Derby County FC     |
| 1978–1985 | Lincoln City FC     |
| 1985      | Stockport County FC |
| 1986–1987 | Stockport County FC |
| 1987–1990 | Lincoln City FC     |
| 1992–1993 | Southend United FC  |
| 1994–1995 | Shelbourne FC       |
| 1995–1996 | Notts County FC     |
| 1997–1998 | Vietnam             |
| 1999      | Birmania            |
| 2000      | Cork City FC        |
| 2006      | Hull City AFC       |

## Logros
- Conference National (1): 1987/88
- Juegos del Sudeste Asiático (1): 1997